# Eloi Vandersmissen
Eloi Vandersmissen (Herten, 16 mei 1928 - 25 juni 1996) was een Belgisch senator.

## Levensloop
Vandersmissen werd beroepshalve schooldirecteur.
Hij werd namens de toenmalige PVV verkozen tot provincieraadslid van Limburg, wat hij was van 1965 tot 1974. Van 1971 tot aan zijn overlijden was hij eveneens gemeenteraadslid van Wellen, waar hij van 1983 tot 1996 burgemeester was.
Van 1974 tot 1993 zetelde hij eveneens als rechtstreeks gekozen senator namens het arrondissement Hasselt-Tongeren-Maaseik in de Belgische Senaat. In de Senaat was hij tevens de voorzitter van de commissie Onderwijs en Wetenschap.
In de periode april 1974-oktober 1980 zetelde hij als gevolg van het toen bestaande dubbelmandaat ook in de Cultuurraad voor de Nederlandse Cultuurgemeenschap, die op 7 december 1971 werd geïnstalleerd. Vanaf 21 oktober 1980 tot april 1993 was hij lid van de Vlaamse Raad, de opvolger van de Cultuurraad en de voorloper van het huidige Vlaams Parlement. Van december 1981 tot oktober 1985, en opnieuw van februari 1988 tot oktober 1992, maakte hij als secretaris deel uit van het Bureau (dagelijks bestuur) van de Vlaamse Raad. Vanaf 19 mei 1993 mocht hij van het Bureau (dagelijks bestuur) van de Vlaamse Raad de titel van eresecretaris dragen.
Van 1977 tot 1993 was hij ook lid van de Raadgevende Interparlementaire Beneluxraad.